# ポーラー・アドベンチャーズ
『ポーラー・アドベンチャーズ』 (露: Элька、英: Polar Adventures)は、2007年公開のロシアの映画。